# 알라르 라야
알라르 라야(에스토니아어: Allar Raja, 1983년 6월 22일~)는 에스토니아의 조정 선수이다. 그는 올림픽에 5회 연속으로 참가했으며 2016년 하계 올림픽에서 남자 쿼드러플 스컬 종목 동메달을 획득했다. 또한 세계 선수권 대회에서 동메달 4개를 획득했다.

## 경력
1983년 신디에서 태어난 라야는 2000년에 에스토니아 조정 주니어 국가대표 선수가 되었다. 같은 해 7월 크로아티아 자그레브에서 열린 세계 주니어 선수권 대회에 참가했고 쿼드러플 스컬 경기에서 19위에 올랐다.